# Simulant de regolit marțian

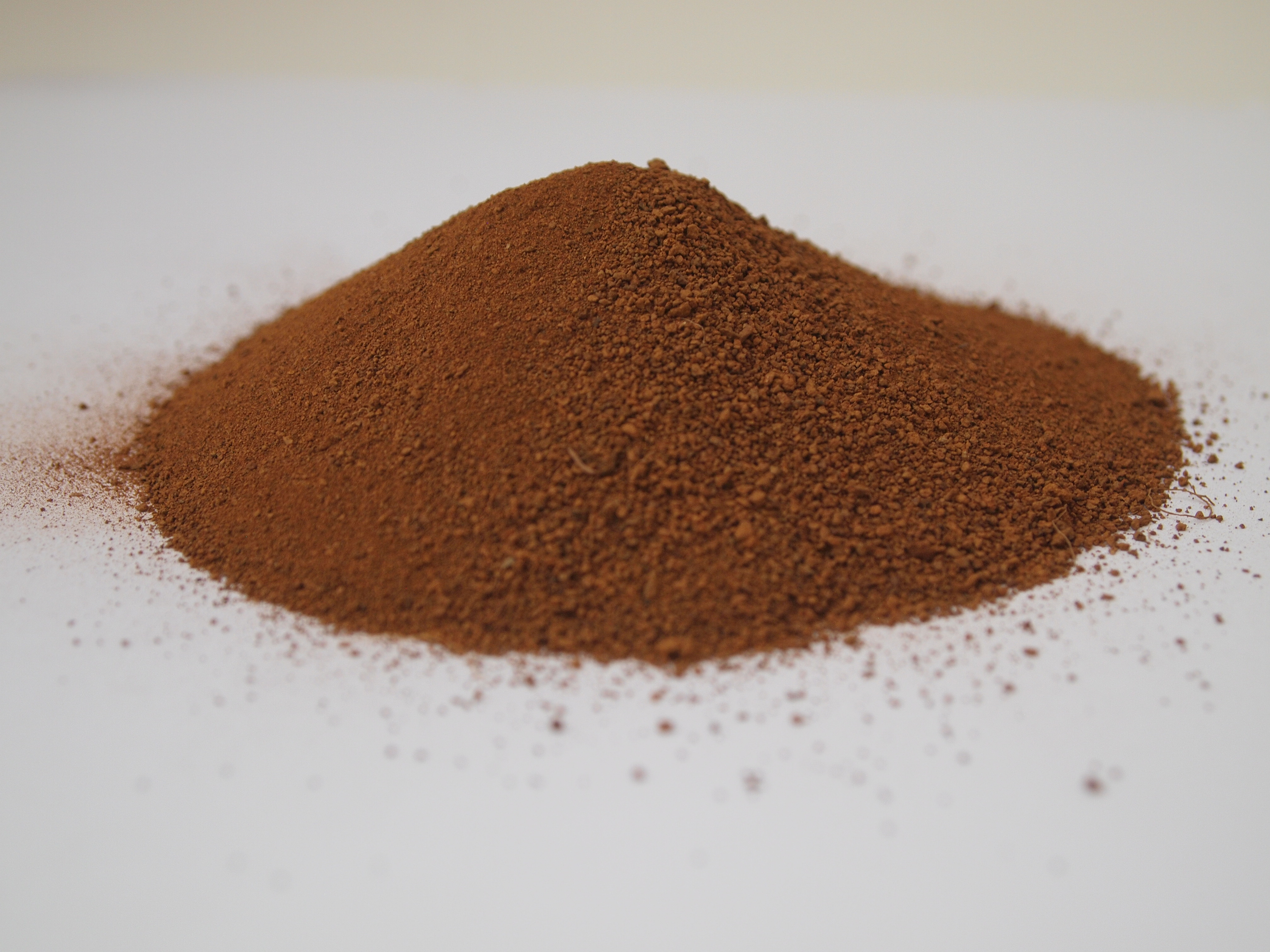
O grămadă mică de JSC MARS-1A

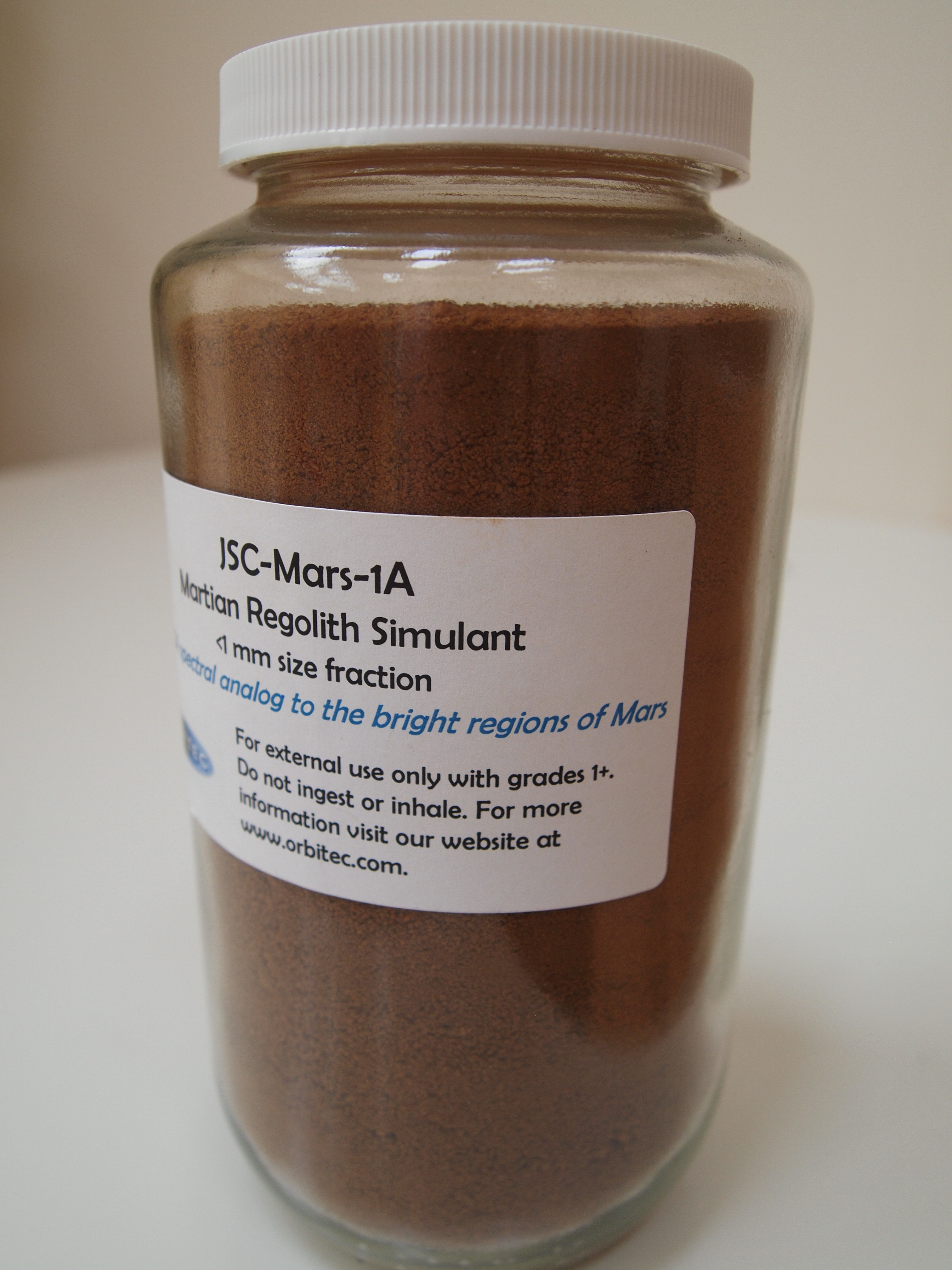
Un borcan de simulant de regolit marțian JSC MARS-1A

Simulantul de regolit marțian (sau simulantul de sol marțian) este un material terestru utilizat pentru a simula proprietățile chimice și mecanice ale regolitului marțian⁠(d) în scopuri de cercetare, experimente și testarea prototipurilor pentru activități legate de regolitul marțian, cum ar fi atenuarea prafului pentru echipamentele de transport, sistemele avansate de suport al vieții⁠(d) și utilizarea resurselor in-situ⁠(d).

## Variante

### JSC Mars-1 și JSC Mars-1A
După ce landerele Viking și roverul Mars Pathfinder⁠(d) au aterizat pe Marte, instrumentele de la bord au fost utilizate pentru a determina proprietățile solului marțian⁠(d) la locurile de aterizare. Studiile asupra proprietăților solului marțian⁠(d) au condus, în 1998, la dezvoltarea simulantului de regolit marțian JSC Mars-1 la Johnson Space Center al NASA. Acesta conținea piroclastă palagonitică⁠(d) cu o fracțiune granulometrică⁠(d) de sub 1 milimetru. Piroclasta palagonitică, care este un tip de cenușă vulcanică sticloasă⁠(d) alterată la temperaturi scăzute, a fost extrasă dintr-o carieră de la conul de zgură⁠(d) Pu'u Nene. Studiile asupra acestui con, situat între Mauna Loa și Mauna Kea în Hawaii, indică faptul că piroclasta este un analog spectral apropiat al regiunilor luminoase de pe Marte.
Când stocul inițial de JSC Mars-1 s-a epuizat, a apărut necesitatea unui material suplimentar. Marshall Space Flight Center⁠(d) al NASA a încheiat un contract cu Orbital Technologies Corporation pentru a furniza 16 tone metrice de simulant de regolit lunar și marțian. Compania a pus, de asemenea, la dispoziție alte opt tone de simulant marțian pentru a fi achiziționate de alte părți interesate. Totuși, din 2017, JSC Mars-1A nu mai este disponibil.
După măcinarea pentru reducerea dimensiunii particulelor, JSC Mars-1A poate fi geopolimerizat⁠(d) în soluții alcaline, formând un material solid. Testele arată că rezistența maximă la compresiune și la încovoiere⁠(d) a geopolimerului „marțian” este comparabilă cu cea a cărămizilor obișnuite din argilă.

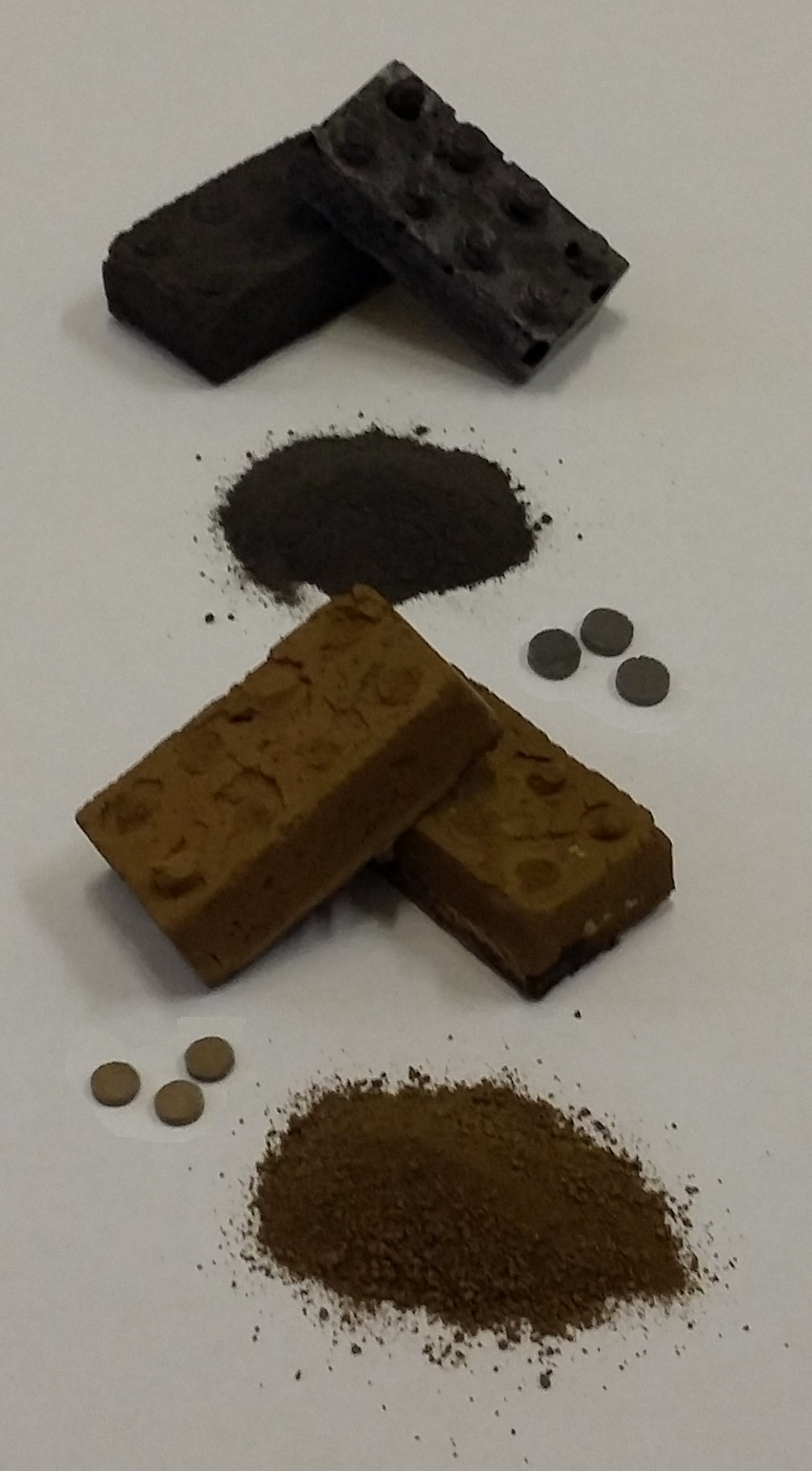
Geopolimeri din simulanți de praf lunar și marțian (JSC MARS-1A) produși la Universitatea din Birmingham

### MMS
MMS sau Mojave Mars Simulant a fost dezvoltat în 2007 pentru a rezolva unele probleme ale JSC Mars-1. Deși JSC Mars-1 reușea să simuleze culoarea regolitului marțian, avea performanțe slabe în multe privințe, inclusiv tendințele sale higroscopice – suferise o dezagregare care atrage apa, făcându-l mai asemănător cu argila. În schimb, MMS era inert din punct de vedere higroscopic, datorită dezagregării minime și metodei de zdrobire, ceea ce îi permitea să simuleze mai bine această caracteristică a regolitului marțian, printre altele. MMS a fost găsit în mod natural sub formă de roci întregi într-o formațiune vulcanică de lângă orașul Boron, California⁠(d), în vestul Deșertului Mojave. După zdrobire, nisipurile bazaltice au fost procesate și clasificate în dimensiuni specifice, MMS Coarse și MMS Fine. MMS Dust constă în particule mai mici de bazalt, care corespund distribuției dimensionale a prafului marțian⁠(d). Un eveniment vulcanic separat a creat zgură⁠(d) roșie care este extrasă și zdrobită pentru a produce MMS Cinder.

### MGS-1
MGS-1 sau Mars Global Simulant a fost dezvoltat începând cu 2018 ca primul simulant de regolit marțian exact din punct de vedere mineralogic. Acesta se bazează pe solul Rocknest din craterul Gale de pe Marte, care a fost analizat în detaliu de roverul Curiosity al NASA. MGS-1 este produs prin amestecarea mineralelor pure în proporții exacte, cu o distribuție realistă a dimensiunii particulelor. Simulantul este disponibil prin intermediul laboratorului non-profit Exolith Lab de la Universitatea din Florida Centrală⁠(d). MGS-1 nu include implicit perclorați, așa că nu poate fi utilizat pentru a testa efectele acestui aspect al regolitului marțian. Cu toate acestea, utilizatorii finali pot adăuga perclorați sau alte specii de superoxizi în material.

## Riscuri pentru sănătate

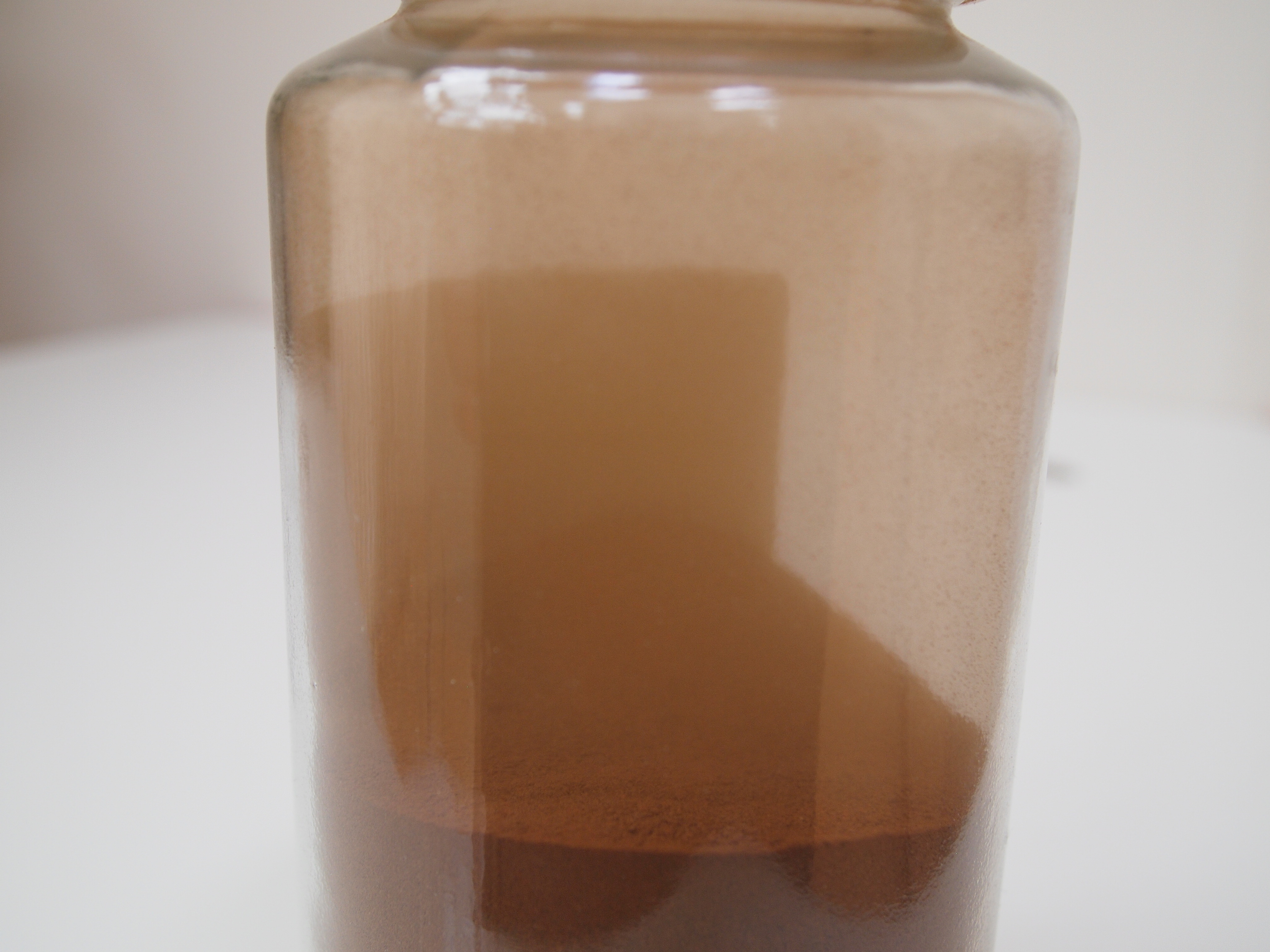
Pulberi fine de JSC MARS-1A în interiorul unui container

Expunerea la simulantele de regolit poate prezenta anumite riscuri pentru sănătate din cauza particulelor fine și a prezenței silicei cristaline. JSC Mars-1A prezintă un ușor risc la inhalare și contact ocular, putând provoca iritații ale ochilor și tractului respirator. Au fost realizate cercetări privind toxicitatea simulantelor asupra celulelor corpului. JSC Mars-1 este considerat a avea citotoxicitate⁠(d) dependentă de doză. Prin urmare, se recomandă măsuri de precauție pentru a minimiza expunerea la praf fin în aplicațiile inginerești la scară largă.
Deși perclorații au fost descoperiți pe Marte în 2008 de landerul Phoenix, niciunul dintre simulante nu include perclorați. Acest lucru reduce riscul pentru sănătate pe care simulantele l-ar putea prezenta în comparație cu solul marțian⁠(d) real. Simulantele timpurii au fost create înainte de această descoperire, dar cel mai recent simulant, MGS-1, încă nu îi include.

## Utilizare structurală
Un studiu realizat la UCSD a arătat că regolitul marțian poate fi modelat în cărămizi foarte rezistente doar prin aplicarea de presiune.